# Granja de San Pedro
Granja de San Pedro es una localidad española perteneciente al municipio de Monreal de Ariza (provincia de Zaragoza, Aragón).

## Historia
La zona del Alto Jalón en la que se encuentra Granja de San Pedro estuvo habitada en época celtíbera, aunque parece haber sido abandonada en favor de Monreal de Ariza sobre el siglo II.
La zona volvió a ser explotada tras el siglo XV por parte del monasterio de Santa María de Huerta, constando una población como villa de Santa Isabel o Granja de San Pedro (por el patrón de la localidad de Monreal). Además de instalaciones agrícolas, el núcleo urbano construido junto a Monreal constaba de casas para los agricultores y una iglesia, así como múltiples infraestructuras agropecuarias. Los predios explotados desde este núcleo para el monasterio se extendían por los actuales términos municipales de Monreal de Ariza y Pozuel de Ariza en Aragón, así como por Monteagudo de las Vicarías y Santa María de Huerta, en la actual provincia de Soria.
Con la desamortización de Méndizabal de 1836, la finca pasó a manos del marqués de Cerralbo y la marquesa de Villa-Huerta. El marqués de Cerralbo, notablemente, realizó en 1909 excavaciones en el término desenterrando ruinas celtíberas sobre las que publicó. Consta en el periodo que el caserío se mantenía habitado, siendo por ejemplo atendido por un médico desde la provincia de Guadalajara. Constan igualmente varias compraventas de las propiedades antes de la guerra civil.
Durante las décadas de 1940-1950 fue usado como pueblo de colonización para asentar agricultores de localidades vecinas, llegando a superar el centenar de habitantes. Posteriormente, sintió la despoblación como otras localidades agrícolas durante el desarrollismo, perdiendo población hasta quedar reducido a un pequeño núcleo. En la actualidad es ubicación de una granja escuela y de un albergue turísticos.

## Demografía
| Gráfica de evolución demográfica de Granja de San Pedro entre 2000 y 2021        |
|                                                                                  |
| Población según la Población del Padrón Continuo por Unidad Poblacional del INE. |

## Patrimonio
El pueblo consta con una iglesia, dedicada a la advocación del Cristo del Jalón. Este es una figura de Cristo, que la tradición local recuerda recuperada de una inundación que lo arrastró desde el monasterio de Huerta. La iglesia está decorada con varias obras del siglo XVI, entre las que cabe destacar una copia de una obra de Tiziano y una de las pocas imágenes de la virgen de Trapani en Aragón. La campana de la iglesia fue fundida en 1853 o 1859.